# Distretto di Sicuani
Il distretto di Sicuani è uno degli otto distretti della provincia di Canchis, in Perù. Si trova nella regione di Cusco.